# Paris-Roubaix 1908
Paris-Roubaix din 1908 a fost a 13-a ediție a Paris-Roubaix, o cursă clasică de ciclism de o zi din Franța. Evenimentul a avut loc pe 19 aprilie 1908 și s-a desfășurat pe o distanță de 271 de kilometri de la Paris până la velodromul din Roubaix. Câștigătorul a fost Cyrille Van Hauwaert din Belgia.

## Rezultate
| Loc | Ciclist                    | Timp        |
| --- | -------------------------- | ----------- |
| 1   | Cyrille Van Hauwaert (BEL) | 10h 34' 25" |
| 2   | Georges Lorgeou (FRA)      | +3' 35"     |
| 3   | François Faber (LUX)       | +5' 05"     |
| 4   | August Ringeval (FRA)      | +11' 35"    |
| 5   | Louis Trousselier (FRA)    | +21' 35"    |
| 6   | Georges Passerieu (FRA)    | +23' 35"    |
| 7   | André Pottier (FRA)        | +24' 35"    |
| 8   | Gustave Garrigou (FRA)     | +24' 35"    |
| 9   | Emile Georget (FRA)        | +29' 35"    |
| 10  | Jules Masselis (BEL)       | +32' 35"    |